# Thaumatoconcha pix
Thaumatoconcha pix is een mosselkreeftjessoort uit de familie van de Thaumatocyprididae. De wetenschappelijke naam van de soort is voor het eerst geldig gepubliceerd in 1992 door Kornicker.